# Гомоплазия
Гомоплазия (др.-греч. ὅμοιος — равный, общий, одинаковый, взаимный; и πλάσις — образование) может означать:
- Гомоплазия — это независимое возникновение и фиксация одних и тех же хромосомных мутаций в разных филетических линиях, которые приводят к однотипной изменчивости признаков и свойств у организмов различных таксономических групп при параллельных, но независимых эволюционных процессах. То есть гомоплазия — это сходство признаков, которое возникло не из-за того, что они унаследованы от одного общего предка, а благодаря конвергенции, параллелизму и большому числу эволюционных реверсий, приводящих к аналогиям (независимому развитию сходных признаков).
- Гомоплазия — это параллельная или конвергентная эволюция, приводящая к сходству признаков, не связанному с общим происхождением.

Примером гомоплазии служат крылья птерозавров, летучих мышей и птиц, имеющие одинаковые функции и подобные по структуре, но имеющие независимое эволюционное происхождение.